# Haplochrois socia
Haplochrois socia is een vlinder uit de familie van de grasmineermotten (Elachistidae). De wetenschappelijke naam van de soort is, als Panclintis socia, voor het eerst geldig gepubliceerd in 1929 door Meyrick.